# Thecla tyriam
Thecla tyriam är en fjärilsart som beskrevs av Druce 1907. Thecla tyriam ingår i släktet Thecla och familjen juvelvingar. Inga underarter finns listade i Catalogue of Life.